# Кошелев, Василий Гаврилович
Васи́лий Гаври́лович Ко́шелев (1915, дер. Богословка, Курская губерния — 5 августа 1949, пос. Большаково, Калининградская область) — красноармеец Рабоче-крестьянской Красной Армии, участник Великой Отечественной войны, Герой Советского Союза (1943).

## Биография
Василий Кошелев родился в 1915 году в деревне Богословка (ныне — Губкинский городской округ Белгородской области). В 1942 году он был призван на службу в Рабоче-крестьянскую Красную Армию. С сентября 1943 года — на фронтах Великой Отечественной войны, был стрелком взвода противотанковых ружей 1033-го стрелкового полка 280-й стрелковой дивизии 60-й армии Центрального фронта. Отличился во время освобождения Украинской ССР.
В конце сентября 1943 года Кошелев, участвуя в боях за сёла Круты Нежинского района и Лемеши Козелецкого района Черниговской области, а также села Страхолесье Чернобыльского района Киевской области, лично уничтожил 2 артиллерийских орудия, 1 бронемашину, 4 пулемёта и несколько вражеских солдат и офицеров. Участвовал в битве за Днепр. В районе села Рожичи Чернобыльского района Кошелев переправился через реку и на её западном берегу подавил огонь трёх вражеских пулемётов.
Указом Президиума Верховного Совета СССР от 17 октября 1943 года красноармеец Василий Кошелев был удостоен высокого звания Героя Советского Союза с вручением ордена Ленина и медали «Золотая Звезда».
После окончания войны Кошелев был демобилизован. Проживал в посёлке Большаково Славского района Калининградской области, работал председателем местного колхоза. Скоропостижно скончался в 1949 году, похоронен на Гражданском кладбище Большаково.
Был также награждён рядом медалей.